# ميخائيل ك. كير
ميخائيل ك. كير (بالإنجليزية: Michael C. Kerr)‏ هو محامي وسياسي أمريكي، ولد في 15 مارس 1827 بتيتوسفيل في الولايات المتحدة، وتوفي في 19 أغسطس 1876 في نفس البلد. حزبياً، نشط في الحزب الديمقراطي. وقد انتخب عضو مجلس النواب الأمريكي.